# Murmansk
Murmansk (russisch Му́рманск; kildinsamisch Мурман ланнҍ/Murman lann‘; finnisch auch Muurmanski, veraltet Muurmanni) ist eine nordeuropäische Hafenstadt auf der russischen Halbinsel Kola. Sie hat 307.257 Einwohner (Stand 14. Oktober 2010) und ist damit die größte nördlich des Polarkreises gelegene Stadt der Erde. Ausläufer des Golfstroms sichern der Stadt einen auch im Winter eisfreien Hafen, der bis 1991 militärisches Sperrgebiet war. Murmansk sowie das 20 km nördlicher gelegene Seweromorsk sind wichtige Stützpunkte der russischen Nordflotte.

## Name
Die Stadt wurde im Oktober 1916 unter dem Namen Romanow-na-Murmane (Романов-на-Мурмане „Romanow-am-Murman“) gegründet. Romanow war der Name der russischen Zarendynastie, als Murman wird in Russland die Nordküste der Halbinsel Kola bezeichnet. Das Wort stammt aus dem Norwegischen und bedeutet ursprünglich Nordmänner, Norweger.
Bereits kurz nach der Februarrevolution und dem Sturz des letzten russischen Zaren wurde die Stadt im April 1917 jedoch in Murmansk umbenannt.

## Geographie

### Allgemeines
Murmansk liegt am östlichen Ufer einer Bucht bzw. eines Fjords der „Murman-Küste“ (russisch Мурманский берег) am Arktischen Ozean, nahe den Grenzen zu Norwegen (Kirkenes) und Finnland (Ivalo), etwa 1500 Kilometer Luftlinie nördlich der Hauptstadt Moskau. Etwa zehn Kilometer nördlich des Zentrums liegt die 2015 eingemeindete frühere Siedlung städtischen Typs Rosljakowo, ein bedeutender Standort der Nordflotte.
Die Stadt ist Verwaltungssitz der Oblast Murmansk. Mit ihren über 300.000 Einwohnern ist Murmansk die größte Stadt in der Arktis mit großen Hafenanlagen. Die Lage der Stadt am Hang entlang der Kola-Bucht führt innerhalb der Stadt zu einem Höhenunterschied von über 300 Metern.

### Stadtgliederung
| Stadtrajon (Gorodskoi Rajon) | Russischer Name | Einwohner 1. Januar 2006 | Bemerkung                                                     |
| ---------------------------- | --------------- | ------------------------ | ------------------------------------------------------------- |
| Leninski                     | Ленинский       | 93.473                   | Name nach Lenin                                               |
| Oktjabrski                   | Октябрьский     | 98.938                   | Name von Oktjabr (Oktober, bezogen auf die Oktoberrevolution) |
| Perwomaiski                  | Первомайский    | 128.551                  | Name von Perwoje Maja (Erster Mai)                            |

### Klimainformationen
|                       | Jan   | Feb   | Mär   | Apr  | Mai | Jun  | Jul  | Aug  | Sep | Okt  | Nov  | Dez   |   |      |
| Mittl. Tagesmax. (°C) | −8,3  | −8,0  | −3,2  | 1,4  | 7,5 | 14,0 | 17,5 | 15,2 | 9,6 | 3,2  | −2,6 | −6,2  | ⌀ | 3,4  |
| Mittl. Tagesmin. (°C) | −14,8 | −14,3 | −10,3 | −5,0 | 0,8 | 5,8  | 8,9  | 7,8  | 4,4 | −1,1 | −7,7 | −12,3 | ⌀ | −3,1 |
|                       |       |       |       |      |     |      |      |      |     |      |      |       |   |      |
| Niederschlag (mm)     | 28    | 19    | 17    | 19   | 27  | 51   | 62   | 64   | 50  | 40   | 39   | 32    | Σ | 448  |
|                       |       |       |       |      |     |      |      |      |     |      |      |       |   |      |
| Sonnenstunden (h/d)   | 0,1   | 1,1   | 3,8   | 6,4  | 6,3 | 7,7  | 7,5  | 4,9  | 2,8 | 1,4  | 0,1  | 0,0   | ⌀ | 3,5  |
|                       |       |       |       |      |     |      |      |      |     |      |      |       |   |      |
| Regentage (d)         | 9     | 7     | 6     | 7    | 7   | 10   | 9    | 11   | 11  | 11   | 10   | 10    | Σ | 108  |
|                       |       |       |       |      |     |      |      |      |     |      |      |       |   |      |
| Luftfeuchtigkeit (%)  | 81    | 81    | 78    | 71   | 67  | 67   | 72   | 80   | 80  | 83   | 83   | 84    | ⌀ | 77,2 |

| −14,8 |

| −14,3 |

| −10,3 |

| −5,0 |

| 0,8 |

| 5,8 |

| 8,9 |

| 7,8 |

| 4,4 |

| −1,1 |

| −7,7 |

| −12,3 |

| −14,8 |

| −14,3 |

| −10,3 |

| −5,0 |

| 0,8 |

| 5,8 |

| 8,9 |

| 7,8 |

| 4,4 |

| −1,1 |

| −7,7 |

| −12,3 |

Die Winter sind kalt, allerdings deutlich wärmer als in anderen russischen Orten nördlich des Polarkreises bedingt durch die maritime Lage und den Einfluss des Golfstroms. Auch im über 25 Breitengrade südlicheren Wladiwostok ist die mittlere Temperatur im Januar um 2,2 °C kälter. Nach Köppens Klimaklassifikation ist das Klima Murmansks subarktisch (Dfc), da nur in den wärmsten zwei Monaten die mittlere Temperatur die 10 °C-Marke überschreitet.

## Geschichte

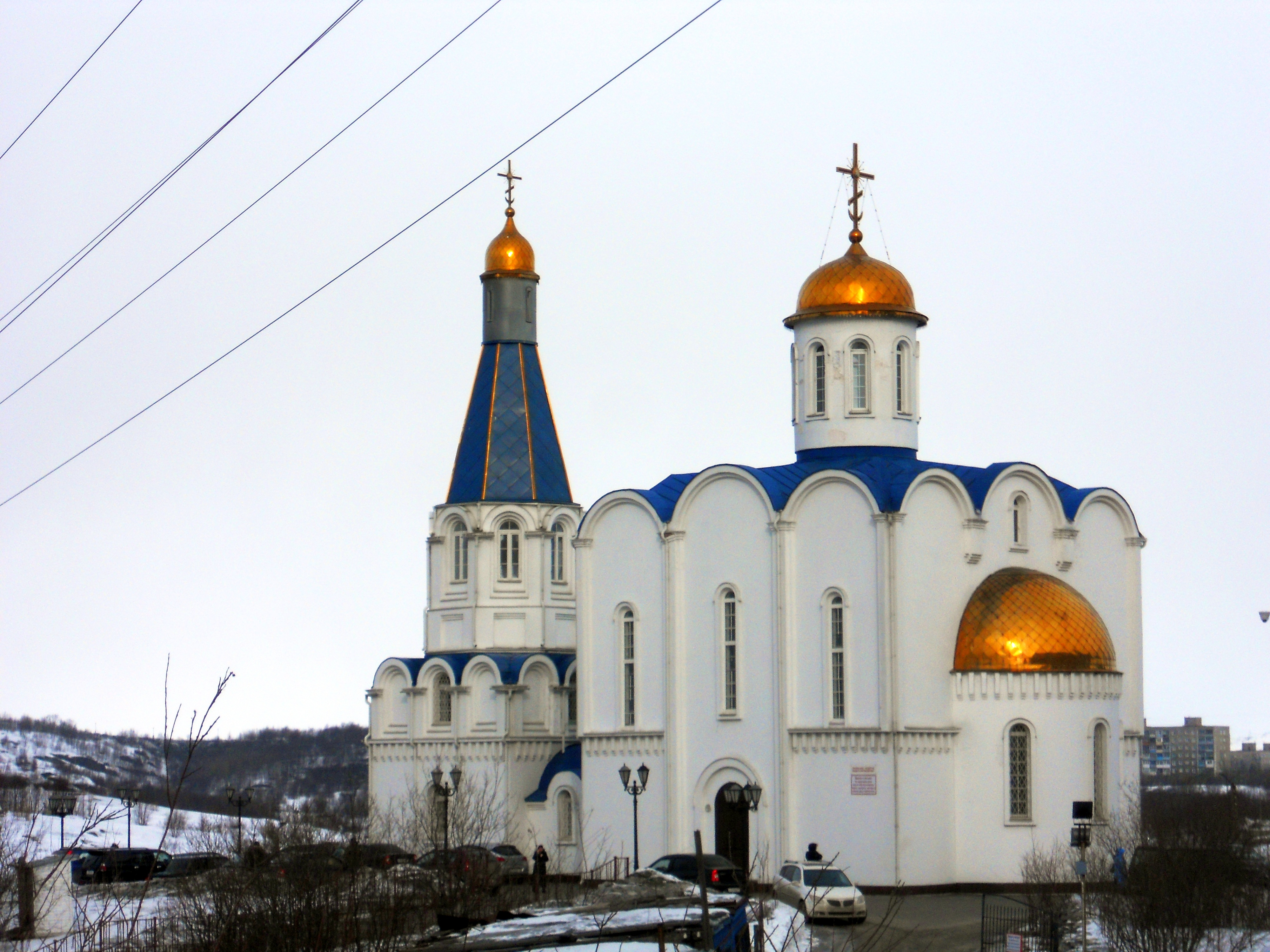
Russisch-orthodoxe Kirche in Murmansk

Die ursprünglichen Bewohner des Gebietes waren Samen. Die Stadt wurde im Ersten Weltkrieg 1916 als Endpunkt der 1915–1917 gebauten Murmanbahn gegründet, um über seinen eisfreien Hafen das Zarenreich ganzjährig mit Rüstungslieferungen seiner westlichen Alliierten versorgen zu können. 
Nach dem Ausbruch der Oktoberrevolution und des Russischen Bürgerkrieges wurde die Stadt im Juni 1918 durch die britischen Ententetruppen besetzt und die Tramway Murmansk errichtet. Erst am 13. März 1920 gelang es der Roten Armee, die Stadt zurückzuerobern.
1918 wurde Murmansk Hauptstadt des neugegründeten Gouvernements Murmansk. Nach dessen Auflösung 1927 wurde der Okrug Murmansk innerhalb der Oblast Leningrad gebildet und 1938 die bis heute bestehende Oblast Murmansk.
Während des Deutsch-Sowjetischen Krieges im Zweiten Weltkrieg war Murmansk das Ziel mehrerer Angriffsoperationen der Wehrmacht. Sie wurden teilweise gemeinsam mit finnischen Truppen durchgeführt. Ab Frühsommer 1941 versuchten die Deutschen im Unternehmen Silberfuchs, Murmansk mit seinem Hafen zu erobern. Damit sollte die Sowjetunion von der Verbindung zur Barentssee und somit von den Nordmeergeleitzügen abgeschnitten werden. Die deutschen Kräfte waren jedoch insgesamt zu schwach, so dass sie sich gegen die erbitterte Verteidigung des Hohen Nordens durch die Rote Armee nicht durchsetzen konnten. Das unwegsame Gelände und die harten Witterungsbedingungen kamen erschwerend hinzu.
Murmansk hatte unter massiven deutschen Bomberangriffen zu leiden. Nur Stalingrad wurde noch stärker von der deutschen Luftwaffe bombardiert.
In der Stadt bestand das Kriegsgefangenenlager 363 für deutsche Kriegsgefangene des Zweiten Weltkriegs.
In der Zeit der Sowjetunion wurden von hier im Sommer die arktischen Siedlungen in Sibirien über den Seeweg (Nordostpassage) und die Flüsse versorgt, transportiert wurden vor allem Erze westwärts und Versorgungsgüter ostwärts. Dieses System ist in der postsowjetischen Ära aufgrund der relativ hohen Transportkosten (vor allem Eisbrecher, Eisaufklärung) unter marktwirtschaftlichen Bedingungen weitgehend zusammengebrochen, so dass die Nutzung des Nördlichen Seewegs zwischenzeitlich praktisch zum Erliegen kam und diese entlegenen Außenposten nur noch per Flugzeug beliefert werden.
| Jahr | Einwohner |
| ---- | --------- |
| 1939 | 117.069   |
| 1959 | 221.874   |
| 1970 | 308.642   |
| 1979 | 380.817   |
| 1989 | 468.039   |
| 2002 | 336.137   |
| 2010 | 307.257   |

## Wirtschaft und Verkehr

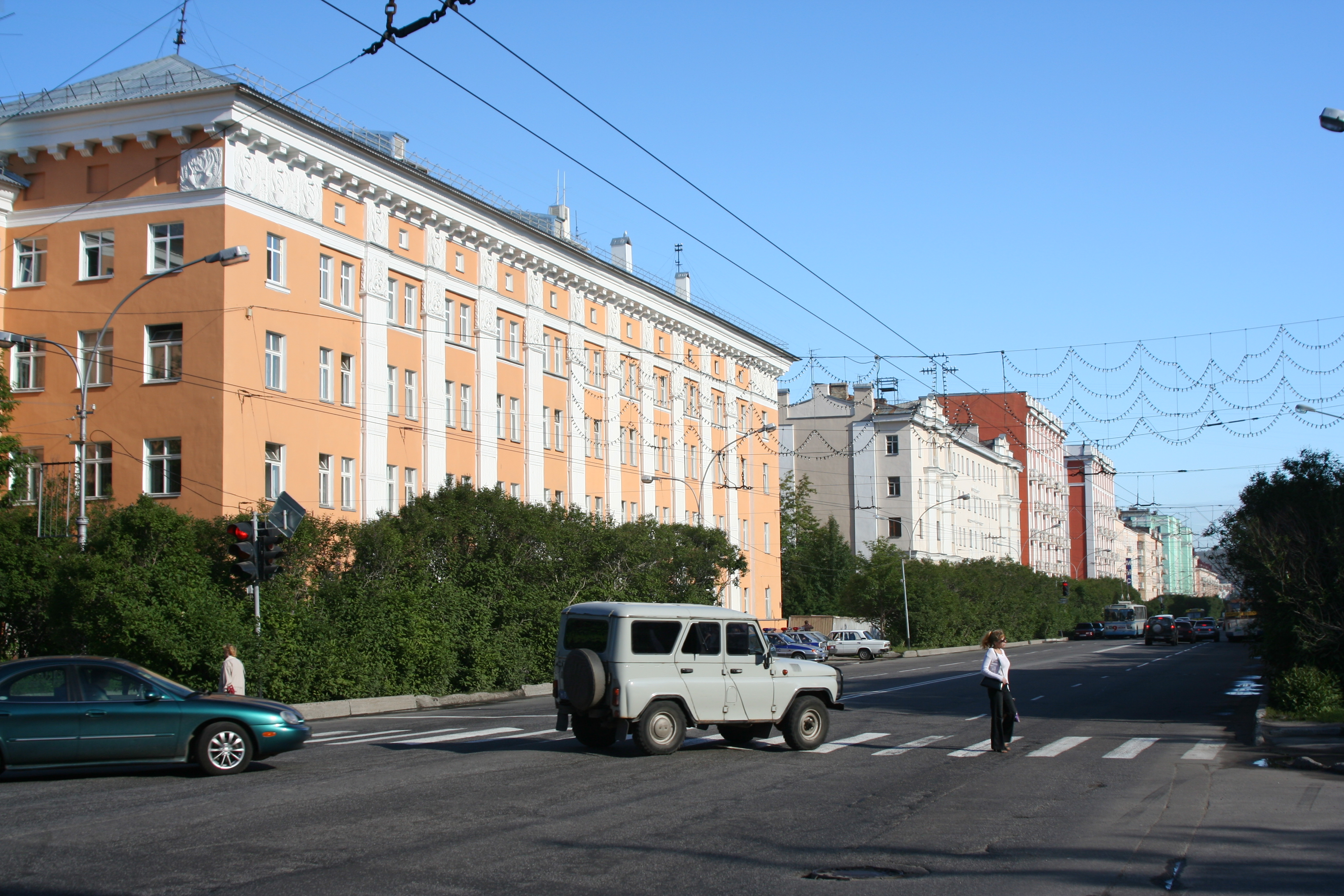
Der Lenin-Prospekt, die Hauptstraße von Murmansk

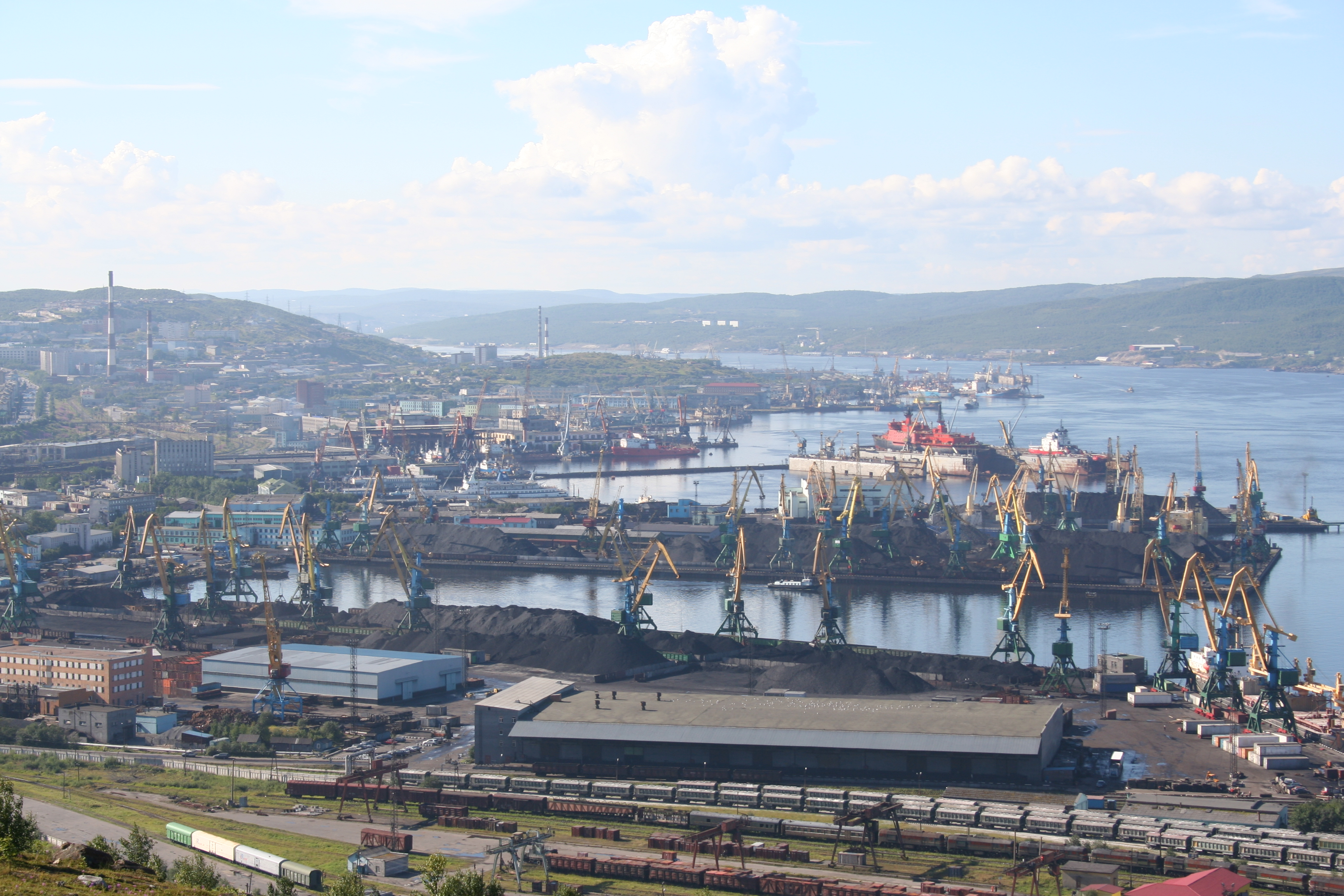
Der Hafen von Murmansk

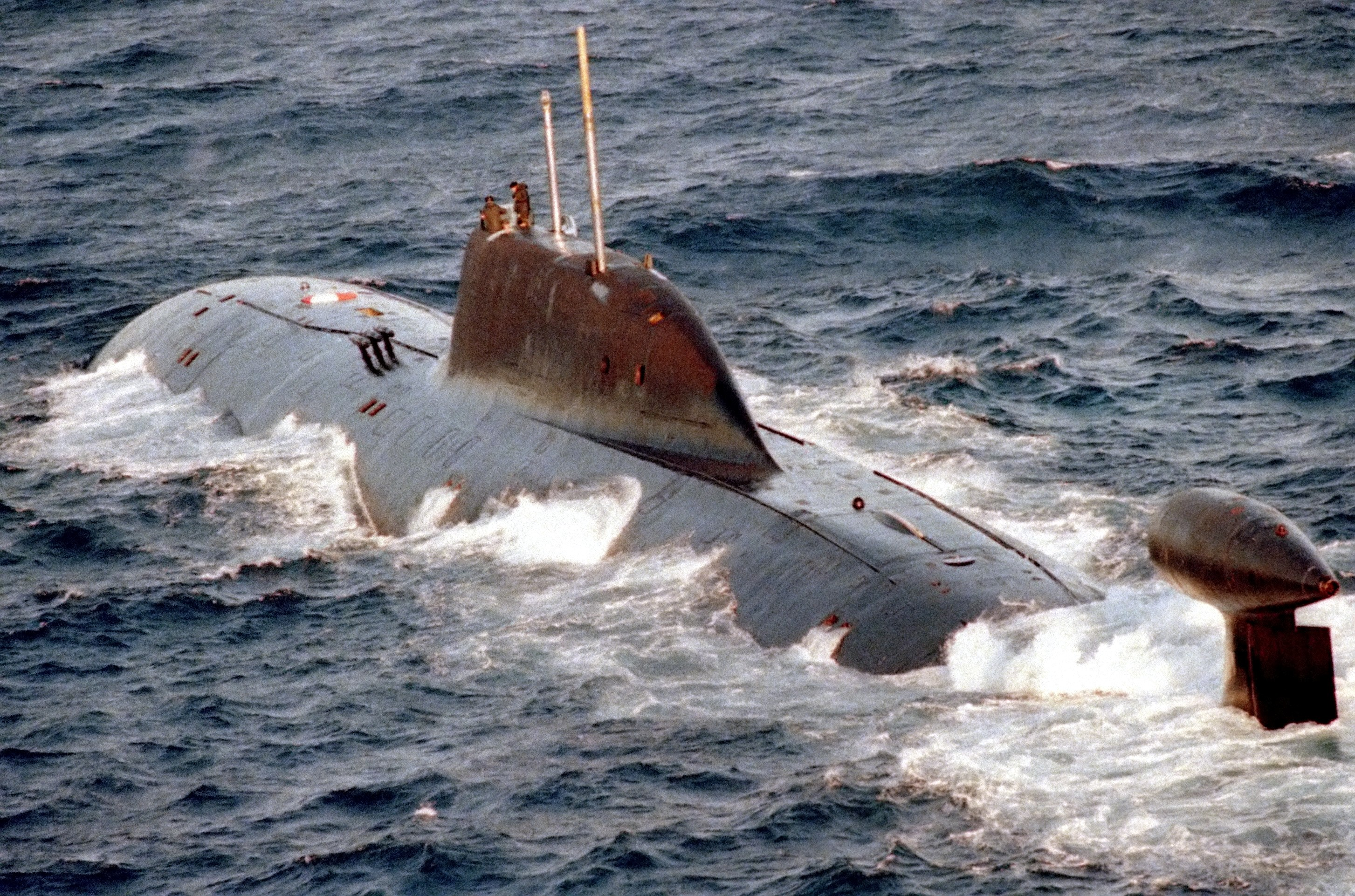
Russisches Atom-U-Boot

Verschiedene Forschungseinrichtungen zur Fischereiforschung und Ozeanographie haben in Murmansk ihren Sitz. Außerdem ist Murmansk samt der Nachbarstadt Seweromorsk der Hauptstützpunkt der russischen Nordflotte. Der Hafen Murmansk bleibt durch die Ausläufer des Golfstroms auch im Winter eisfrei, muss jedoch zeitweise durch Eisbrecher freigehalten werden.
Neben der Nordflotte ist zwei Kilometer nördlich von Murmansk auch die russische Eisbrecherflotte Atomflot mit nuklear sowie konventionell betriebenen Schiffen beheimatet. Die Flotte umfasst sechs Atomeisbrecher, ein nuklearbetriebenes Transportschiff und einen Flusseisbrecher. Betreiberin der Schiffe ist seit 2008 Rosatom, davor gehörten sie der Murmansker Seereederei, einer privaten Gesellschaft, an der der Staat jedoch noch immer einen sehr hohen Anteil hat. Die Eisbrecher dienen sowohl der Versorgung der östlichen Eismeergebiete als auch anderen, vornehmlich touristischen Zwecken.
Der Flughafen Murmansk liegt 24 km südlich vom Stadtzentrum entfernt. Neben russischen Airlines wie Aeroflot, Nordavia, UTair, Orenair oder Rossija wird der Flughafen auch von ausländischen Fluglinien bedient, insbesondere der finnischen Finnair.
Über die Murmanbahn besteht eine Verbindung nach Sankt Petersburg (die Fahrtdauer beträgt rund 28 Stunden) und Moskau. Die Europastraße 105 führt nach Sankt Petersburg (entspricht der russischen R21 Kola) und Kirkenes in Norwegen. Im Jahr 2016 erhielt Murmansk einen Sonderstatus, welcher Kreuzfahrtpassagieren einen Aufenthalt von 72 Stunden ohne Visum erlaubt.
Die Nachbarstadt Seweromorsk und Teile des Hafens sind nach wie vor militärisches Sperrgebiet; Murmansk selbst kann aber inzwischen auch von Ausländern problemlos besucht werden.
Das Energieunternehmen Arktikmorneftegasraswedka hat seinen Sitz in Murmansk.

## Bildung und Kultur

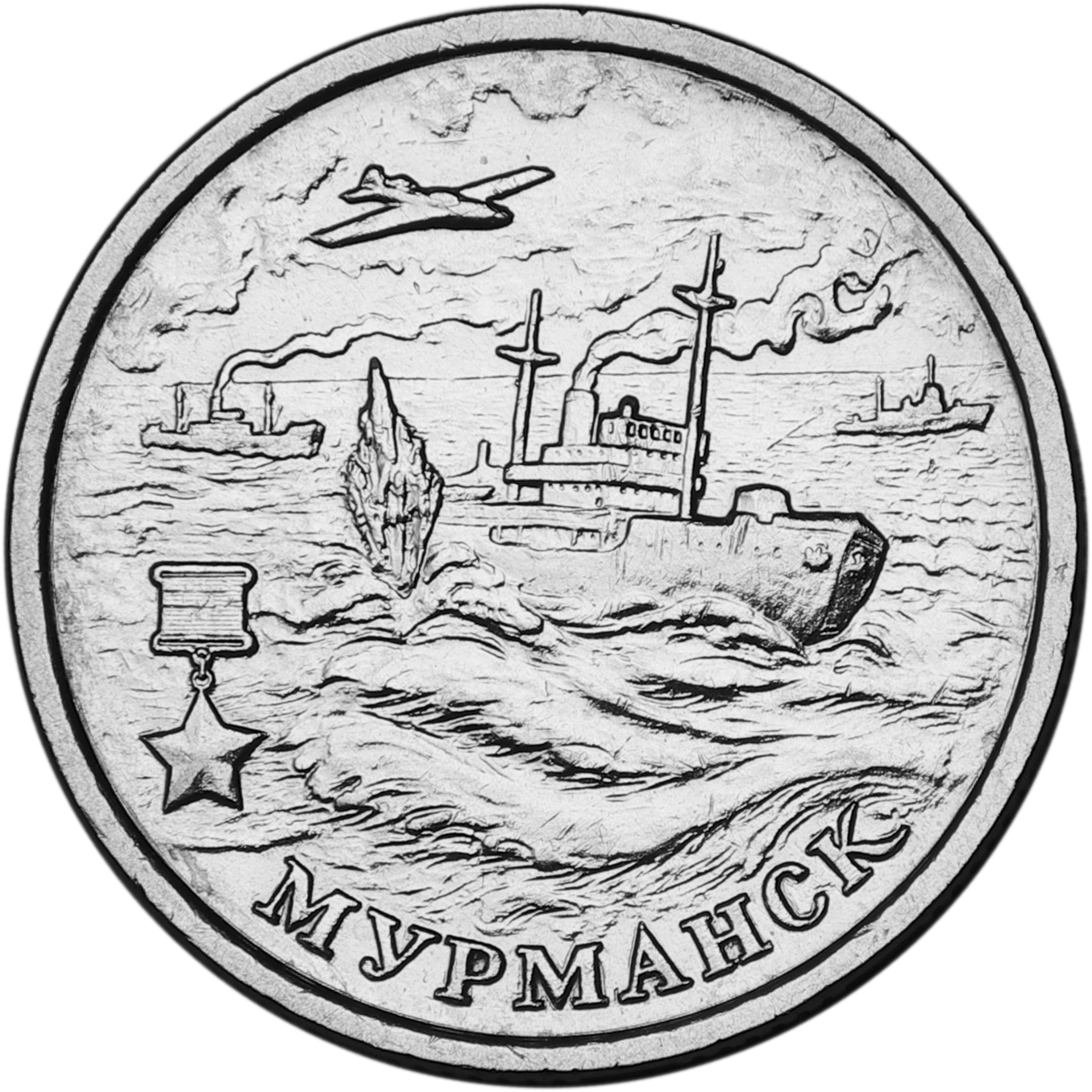
Eine russische Münze mit Murmansker Motiv

Das Oblast-Drama-Theater wurde von Jelisaweta Natanowna Tschetschik erbaut.
Die Synagoge von Murmansk ist das nördlichst gelegene jüdische Gotteshaus der Welt.
Weiterführende Bildungseinrichtungen
- Fakultät der Staatlichen Universität für Verkehrsverbindungen St. Petersburg
- Filiale der Nordöstlichen Akademie für Staatsdienst
- Filiale des A.-S.-Gribojedow-Instituts für internationales Recht und Ökonomie
- Filiale des Hauptstädtischen Geisteswissenschaftlichen Instituts
- Filiale des Geisteswissenschaftlich-Ökonomischen Instituts Moskau
- Abteilung für Fernausbildung Murmansk der Akademie St. Petersburg des Innenministeriums Russland
- Geisteswissenschaftliches Institut Murmansk
- Institut für Ökonomie und Recht Murmansk
- Staatliche Fischereiflottenakademie Murmansk
- Staatliche Technische Universität Murmansk
- Staatliche Universität der Arktis Murmansk

## Museen
- Marinemuseum der Nordflotte
- Museumsschiff Atomeisbrecher Lenin

## Städtepartnerschaften
Murmansk listet folgende Partnerstädte auf:
| Stadt        | Land                | seit |
| ------------ | ------------------- | ---- |
| Rovaniemi    | Finnland            | 1962 |
| Luleå        | Schweden            | 1972 |
| Vadsø        | Norwegen            | 1973 |
| Jacksonville | Vereinigte Staaten  | 1975 |
| Groningen    | Niederlande         | 1989 |
| Stettin      | Polen               | 1993 |
| Akureyri     | Island              | 1994 |
| Alanya       | Türkei              | 2014 |
| Minsk        | Belarus             | 2014 |
| Harbin       | Volksrepublik China | 2015 |

## Söhne und Töchter der Stadt
- Irina Sokolowa (* 1940), Schauspielerin
- Swetlana Awakowa (* 1953), Bildhauerin
- Sergei Kurjochin (1954–1996), Pianist, Multiinstrumentalist, Bandleader und Komponist des Avantgarde-Jazz
- Wadim Wolkowizki (* 1956), Generalleutnant
- Igor Dunkul (* 1958), russisch-deutscher Komponist und Pianist
- Waleri Kirijenko (* 1965), Biathlet
- Avraam Shmulevich (* 1965), israelischer Zionist und Gründer der Bead Arzeynu Bewegung
- German Andrejew (* 1966), Fußballtrainer und ehemaliger Fußballspieler
- Wladimir Burmakin (* 1967), Schachspieler
- Wladimir Konstantinow (* 1967), Eishockeyspieler
- Wassili Sawin (* 1967), Nordischer Kombinierer
- Denis Manturow (* 1969), Politiker
- Roman Oksjuta (* 1970), Eishockeyspieler
- Kirill Androssow (* 1972), Investor und Professor
- Larissa Kruglowa (* 1972), Sprinterin
- Sergei Roschkow (* 1972), Biathlet
- Denis Jewsejew (* 1973), Schachspieler
- Irina Malgina (* 1973), Biathletin
- Jewgeni Nikitin (* 1973), Opernsänger
- Alexander Rustemow (* 1973), Schachmeister
- Roman Ljaschenko (1979–2003), Eishockeyspieler
- Katerina Tretjakowa (* 1980), Sopranistin
- Nikita Alexejew (* 1981), Eishockeyspieler
- Alexei Semjonow (* 1981), Eishockeyspieler
- Sergei Balandin (* 1982), Biathlet
- Uljana Denissowa (* 1983), Biathletin
- Ilja Rosljakow (* 1983), Skispringer
- Zlata Ohnjewitsch (* 1986), ukrainische Popsängerin
- Anastasia Razvalyaeva (* 1986), Harfenistin
- Walentina Gunina (* 1989), Schachspielerin
- Jewgeni Timkin (* 1990), Eishockeyspieler
- Andrei Swoboda (* 1991), Crosslauf-Sommerbiathlet
- Anastassija Jegorowa (* 1994), Biathletin
- Lidija Schurauskaite (* 1999), Biathletin